# 華視綜合娛樂台
華視綜合娛樂台，是中華電視公司曾經播出過的頻道，成立於2015年10月1日；前身為2012年7月21日開播的「華視HD頻道」。於2017年2月3日早上5點停播。

## 歷史

### 華視HD頻道時期

華視HD頻道

- 2012年7月17日，開始播出測試訊號及字卡。
- 2012年7月28日至8月13日期間以高畫質全天候轉播2012倫敦奧運。
- 2012年8月13日上午，轉播完2012倫敦奧運閉幕典禮後，開始聯播華視主頻的節目。
- 2013年12月起，陸續在部分數位有線電視系統上架。
- 2014年9月19日至10月4日期間以高畫質全天候轉播2014仁川亞運。
- 2014年10月5日起，正式與華視主頻分開播出，除部份新聞時段及少數部分節目同步播出之外，其餘時段則重播華視主頻早期的節目。
- 2015年5月5日起，正式於中華電信MOD上架，定頻136頻道。

### 華視綜合娛樂台
- 2015年7月29日，國家通訊傳播委員會通過華視主頻和HD頻道營運計畫變更案，同意華視HD頻道改為「華視綜合娛樂台」。
- 2015年10月1日，華視HD頻道改名為「華視綜合娛樂台」，同日無線電視訊號華視主頻升格為高畫質（HD）播出[2]；本頻道在無線電視則改以標準畫質（SD）播出，但在其他平台（如數位有線電視、中華電信MOD）維持以往高畫質的模式播出（少數有線電視系統業者則降為標準畫質播出），節目安排上亦沒有異動。
- 2016年7月6日，因原住民族電視台於無線數位電視播出，無線數位頻道號碼（遙控器號碼）從第20頻道改為第21頻道[3]。
- 2017年1月18日，國家通訊傳播委員會第732次委員會議，通過華視綜合娛樂台營運計畫變更為「國會頻道1台」及「國會頻道2台」，通過華視新聞資訊台、華視教育文化台升格為高畫質規格（HD）播送計畫。

- 2017年2月3日正式停播，由國會頻道1台及國會頻道2台取代。

## 播出方式及曾播出過的節目

### 華視HD頻道時期
開播初期聯播華視主頻的節目，其中部分節目若有高畫質片源將以高畫質播出，並於華視主頻打上「HD（圖示同華視HD頻道中HD字樣）高畫質播出」的字樣，其餘時段則為主頻畫面經升頻處理後播出。2014年10月5日起，與華視主頻分開播出，少數時段新聞及部分節目與主頻及新聞資訊台同步聯播外，其餘時段則重播華視主頻早期的節目或當日（週）的節目。
曾播出的高畫質節目有：

| - 鄉親踹講 - 華視與地球對話 - 先機大贏家 - 漲跌密碼 - 各節新聞皆以高畫質播出（部分新聞畫面若非高畫質片源則以標準畫質播出，4:3的畫面採Pillarbox）。 - 華視新聞雜誌 - 華視新聞廣場 - 0900整點新聞 - 1500整點新聞 - 華視台語新聞雜誌 | - 2012倫敦奧運 - 職棒看華視─中華職棒賽事直播 - 2014仁川亞運 |

| - 後宮甄嬛傳 - 宮鎖珠簾 - 鎖夢樓 - 新還珠格格 - 愛情睡醒了 - 軒轅劍之天之痕 - 隋唐演義 - 唐宮美人天下 - 英雄 - K歌·情人·夢 - 王者清風 - 回家 - 溫柔的慈悲 - 傾城絕戀 - 新白发魔女传 - 給愛麗絲的奇蹟 - 我愛幸運七 - 陸貞傳奇 - 花非花霧非霧 - 金牌老爸 - A咖的路 - 巷弄裡的那家書店 - 薛平貴與王寶釧 - 茶頌 - 咱们结婚吧 - 惡女阿楚 - 剪刀石頭布 - 我要變成硬柿子 - 愛你沒條件 | - 周六大挑戰 - POWER星期天 - 我們的那首歌 - 寶島縱貫線 - 周五王見王→綜藝王見王 - 夢想訂製團 - 財神向錢衝 - 天才衝衝衝 - 星光大道 - 步步開心 - 圓夢廚房 - 點燈 - 燃燒的鬥魂 - 新住民學成語 - 世紀台灣 - 發現中國 - 華視微SHOW電影院 - ㄐ一ㄤˋ吃就對了 - 眾裡尋他千百度 平甩傳愛 - 華視紀錄片展 - 健康最前線 - 華視生活雜誌快報 - 華視生活雜誌午間快報 | - 奇幻夢森林 - 小廚當家 - 姜大廚請客 - 影子籃球員 - 新哆啦A夢 - 復仇者聯盟：史上最強英雄戰隊 - 第47屆金鐘獎 - 101年度廣播金鐘獎頒獎典禮（2012年10月19日） - 101年度電視金鐘獎星光大道、頒獎典禮（2012年10月26日） - 永遠的星星（2013～2014年，除夕播出） - 美國玫瑰花車大遊行（2013～2015年，過年期間播出） - 2013足感心演唱會（2013年5月11日） - 國慶大會特別報導（2013～2014年) - HITO流行音樂獎頒獎典禮（2014年6月1日） - 2015桃園升格幸福無限跨年晚會（2014年12月31日） - 2015台灣桌球名人賽（2015年1月1日～1月4日） - 2018俄羅斯世界杯足球賽資格賽亞洲區第一輪中華VS汶萊（2015年3月19日） - 104年全國大專運動會（2015年5月2日～5月6日） - 鄧麗君逝世20周年虛擬人紀念演唱會（2015年5月31日） - 紅葉盃棒球菁英賽（2015年7月27日） - 阿爸的一首歌（2015年8月8日） |